# Nová Říše
Nová Říše este o arie protejată (arie specială de conservare — SAC, sit de importanță comunitară — SCI) din Republica Cehă întinsă pe o suprafață de 53,11 ha, integral pe uscat.

## Localizare
Centrul sitului Nová Říše este situat la coordonatele 49°09′26″N 15°32′41″E / 49.157222°N 15.544722°E.

## Înființare
Situl Nová Říše a fost declarat sit de importanță comunitară în aprilie 2005 pentru a proteja 1 specie de animale. Situl a fost protejat și ca arie specială de conservare în august 2012.

## Biodiversitate
Situată în ecoregiunea continentală, aria protejată nu include niciun habitat protejat.
La baza desemnării sitului se află o specie protejată de  pești: zvârluga (Cobitis taenia).